# Ritratto di Léopold Zborowski (Modigliani 1916)
Ritratto di Léopold Zborowski è un dipinto a olio su tela (100x65 cm) realizzato nel 1916 dal pittore italiano Amedeo Modigliani.
È conservato nel Museo d'arte di San Paolo.
È un ritratto dell'amico Léopold Zborowski, poeta e mercante d'arte. Modigliani ritrasse più volte Zborowski mettendone in luce i vari aspetti della persona; nel ritratto del 1918 lo raffigura come poeta, in questo caso ne risalta l'aspetto di uomo di mondo commerciante curato nell'aspetto e nell'abbigliamento.